# Shashe/Semotswane
Shashe/Semotswane est un village à l'est du Botswana. Il se trouve à 25 kilomètres au sud de Francistown. Shashe/Semotswane est connu pour un arbre qui s'appelle Moloto. Cet arbre se trouve sur la route de Francistown-Gaborone. Chaque jour, sous cet arbre, on trouve des femmes qui vendent quelques ornements traditionnels qui sont produits aux environs de ce village. Les enfants de ce village apprennent à nager dans le Shashe, une rivière qui se trouve dans le village.